# 山丹雀麦
山丹雀麦（学名：Bromus riparius）为禾本科雀麦属下的一个种。

## 扩展阅读
- 維基物種上的相關：山丹雀麦